# Kerstin Kexel
Kerstin Kexel (* 23. April 1964 in Essen) ist eine deutsche Filmeditorin.

## Leben
Kerstin Kexel wurde Mitte der 1980er Jahre als Filmeditorin aktiv, dabei die ersten Jahre noch als Schnitt-Assistentin sowie im Tonschnitt. Zu ihren Arbeiten gehören 12 Tatort-Episoden des SFB und MDR sowie eine Reihe von Fernsehfilmen und Serien-Episoden. In den 2010er Jahren war sie als Editorin für die 3sat-Magazine Kulturzeit und Nano tätig.

## Filmografie (Auswahl)
- 1989–1990: Spreepiraten (Fernsehserie, 5 Folgen)
- 1997: Tatort: Mordsgeschäfte
- 1997: Tatort: Schlüssel zum Mord
- 1997: Tatort: Geld oder Leben
- 1998: Tatort: Fürstenschüler
- 1998: Tatort: Money! Money!
- 1999: Tatort: Dagoberts Enkel
- 1999: Tatort: Auf dem Kriegspfad
- 1999: Tatort: Tödliches Labyrinth
- 2000: Tatort: Blüten aus Werder
- 2000: Tatort: Das letzte Rodeo
- 2001: Tatort: Tot bist Du!
- 2001: Pinky und der Millionenmops
- 2002: Tatort: Zahltag
- 2006: Stunde der Entscheidung
- 2006: Eine Liebe am Gardasee (Fernsehserie, 9 Folgen)
- 2010: Heimat zu verkaufen
- 2011: Im Fluss des Lebens